# Digoin
Digoin is een gemeente in het Franse departement Saône-et-Loire (regio Bourgogne-Franche-Comté). De plaats maakt deel uit van het arrondissement Charolles. Digoin telde op 1 januari 2022 7.380 inwoners.
De voornaamste bezienswaardigheid van de gemeente is de Kanaalbrug van Digoin.
Digoin is bekend om zijn aardewerk en keramiek en heeft ook een keramiekmuseum. Een grote fabrikant was de Compagnie des Fours. In 1874 vestigden zich bovendien fabrikanten van faience in de stad. Zij kwamen uit  Sarreguemines in het door de Duitsers geannexeerde departement Moezel. Deze industrie zorgde voor een sterke groei van de gemeente aan het einde van de 19e en het begin van de 20e eeuw.
De kerk Notre-Dame de la Providence werd vanaf 1869 gebouwd in een romaans-byzantijnse stijl en verving een eerdere, te klein geworden romaanse kerk. De kerk Sainte Bernadette uit de jaren 1930 in gewapend beton en met grote glasramen werd ook gebouwd om de groeiende bevolking te bedienen.
Digoin heeft een kleine rivierhaven voor plezierboten.

## Geografie
De oppervlakte van Digoin bedroeg op 1 januari 2022 34,72 vierkante kilometer; de bevolkingsdichtheid was toen 212,6 inwoners per km².
De onderstaande kaart toont de ligging van Digoin met de belangrijkste infrastructuur en aangrenzende gemeenten.

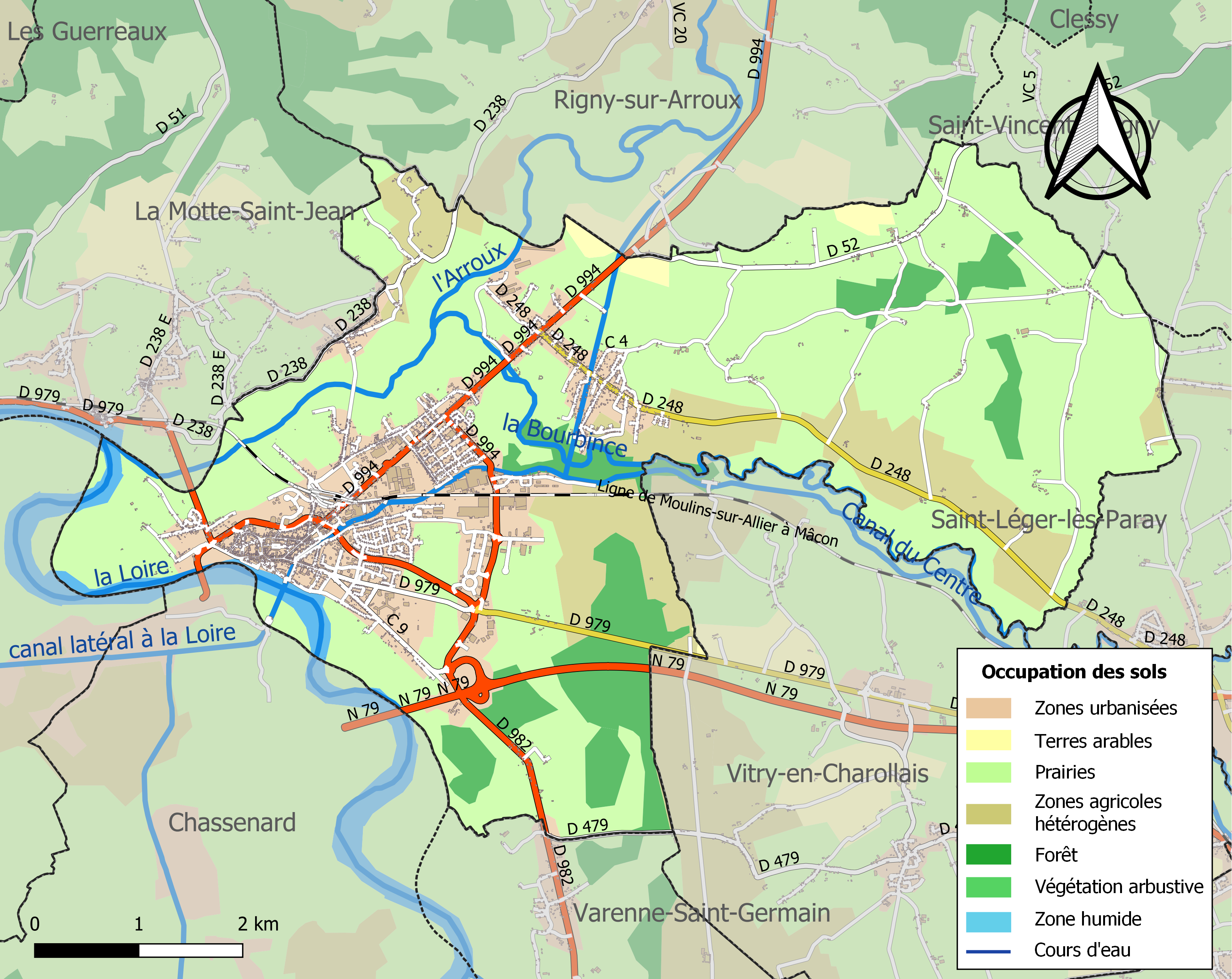

De plaats ligt aan de Loire. Hier kruist het Canal latéral à la Loire de rivier dankzij de aanleg van de 19e-eeuwse bakstenen Kanaalbrug van Digoin. 

## Demografie
Onderstaande figuur toont het verloop van het inwonertal (bron: INSEE-tellingen).

## Geboren
- Paul Louis Nigaud (1895-1937), kunstschilder